# Курттыколь
Курттыколь (каз. Құрттыкөл) — озеро в Узункольском районе Костанайской области Казахстана. Находится в 14 км к северо-востоку от села Ксеньевка и в 1 км к юго востоку от села Энгельс.
По данным топографической съёмки 1944 года, площадь поверхности озера составляет 1,2 км². Наибольшая длина озера — 1,9 км, наибольшая ширина — 1 км. Длина береговой линии составляет 5 км, развитие береговой линии — 1,27. Озеро расположено на высоте 158,1 м над уровнем моря.